# Franz Benz (Fußballspieler)
Franz Benz (* 30. Januar 1962) ist ein ehemaliger deutscher Fußballspieler.

## Sportlicher Werdegang
Benz begann mit dem Fußballspielen beim SV Nußbach, den er als Jugendlicher in Richtung SC Freiburg verließ. Im Laufe der Spielzeit 1981/82 debütierte er unter Trainer Lutz Hangartner in der 2. Bundesliga. Insbesondere in der Rückrunde etablierte er sich in der Wettkampfmannschaft und trug mit sechs Saisontoren zum Klassenerhalt bei. Im Sommer 1982 übernahm Werner Olk den Trainerposten, anfangs auch hier Stammspieler an der Seite von Frank Wormuth, Joachim Löw, Reinhard Binder und Hans Meisel rückte er gegen Ende der Spielzeit ins zweite Glied.
1983 verließ Benz nach 54 Zweitliga-Spielen, in denen er elf Tore erzielt hatte, den SC Freiburg und schloss sich dem FC Rastatt 04 in der Oberliga Baden-Württemberg an. Hier bildete er mit den Ex-Profis Hermann Klebs und Markus Löw die schlagkräftige Offensive, für die sie in der Spielzeit 1983/84 jeweils zweistellig trafen und somit den Klub auf den zehnten Tabellenplatz führten. Nach neun Toren in seiner zweiten Spielzeit wechselte er im Sommer 1985 zum Ligakonkurrenten Offenburger FV. Hier war er vereinsintern hinter Herbert Anderer, der mit 24 Saisontoren Torschützenkönig der Spielzeit 1985/86 wurde, als siebenfacher Torschütze zweittreffsicherster Spieler. In der folgenden Spielzeit wurde er mit der von Anton Rudinski trainierten Mannschaft um Werner Habiger, Bernd Schmider, Martin Wagner und Michael Hertwig Vizemeister der Oberliga, in der anschließenden Deutschen Amateurmeisterschaft 1987 scheiterte er mit dem Klub im Halbfinale an der Amateurmannschaft des FC Bayern München. Nach Plätzen im vorderen Mittelfeld belegte er mit dem Klub am Ende der Spielzeit 1990/91 als Tabellen-17. einen Abstiegsplatz. Bis dahin hatte er in 204 Oberligaspielen 25 Tore für den Klub erzielt.
Später war Benz als Trainer im südbadischen Amateurfußball tätig, dabei betreute er verschiedene Vereine zwischen Bezirks- und Kreisliga, den FV Gamshurst führte er 2006 in die Verbandsliga Südbaden. Mit dem SV Stadelhofen, den er von 2008 bis 2013 betreute, verpasste er 2010 den Aufstieg in die Oberliga Baden-Württemberg nur aufgrund eines Punktabzugs.